# George Febres
George Febres (Guayaquil, 10 de septiembre de 1943 – Nueva Orleans, 21 de mayo de 1996), nacido como Jorge Xavier Febres Cordero Icaza, fue un pintor nacido en Ecuador, reconocido internacionalmente por su estilo tremendamente imaginativo y sus cómicos "juegos de palabras visuales". Es especialmente conocido por sus obras con su motivo de plátano que a menudo realizaba en sus pinturas.  Su trabajo fue una parte importante  del ascenso dinámico en las artes visuales de Nueva Orleans durante el avanzado siglo XX.
Se le acredita empezar el movimiento de arte llamado Visionary Imagism en su ciudad adoptiva de Nueva Orleans. Su humor e imaginación intrépida le ganaron admiradores en todo el mundo. Su vida en Nueva Orleans la pasó de artista a coleccionista de arte, a curador y fundador de galería. Esto le puso en una posición central del renacimiento del arte que se desarrolló en la ciudad durante los años de 1970. Febres trabajó con frescos, técnicas mixtas, mosaico, lápiz sobre papel. A pesar de que su trabajo mostró una influencia fuerte de surrealismo y arte de pop, se expandió al movimiento Visionary Imagism.
Fue amigo del afamado artista Andy Warhol y sus obras se encuentran en distintos museos de Estados Unidos, la mayoría en el Museo de Arte de Nueva Orleans. Especialmente conocida es su obra "Alligator Shoes" que incluso fueron parte de estampillas postales. Realizó una importante exposición en torno a la cononización de su pariente el Santo Hermano Miguel Febres-Cordero, de la cual tuvo intención de donar al Ecuador, pero las autoridades no la encontraron apta para el entorno nacional.
Su vida abiertamente homosexual no fue ningún impedimento para que desarrollara su obra en Estados Unidos, lamentablemente si fue un obstáculo para el conocimiento y aceptación de su obra en su país natal el Ecuador y es posiblemente una de las razones principales de su migración al norte.
Sus restos reposan en el Saint Louis Cemetery #1, donde fue enterrado con quien en vida fue su pareja sentimental, el historiador Jerah Johnson.